# Gregor Joseph Werner
Gregor Joseph Werner (ur. 28 stycznia 1693 w Ybbs an der Donau, zm. 6 marca 1766 w Eisenstadt)  – austriacki kompozytor okresu baroku.
Od 1728 roku był kapelmistrzem w zamku Esterházy w Eisenstadt. W 1761 roku Paul II Anton Esterházy zatrudnił jako wicekapelmistrza Josepha Haydna. Kompozytorzy nie polubili się. W 1765 roku Werner oskarżył Haydna przed księciem o lenistwo i zaniedbywanie obowiązków.
Werner komponował przede wszystkim oratoria, z których najbardziej znanym jest Der Verlorene Sohn z 1747 roku.